# Percina macrocephala
Percina macrocephala är en fiskart som först beskrevs av Edward Drinker Cope, 1867.  Percina macrocephala ingår i släktet Percina och familjen abborrfiskar. IUCN kategoriserar arten globalt som nära hotad. Inga underarter finns listade i Catalogue of Life.